# William Henry Werkmeister
William Henry Werkmeister (auch Wilhelm Heinrich Gustav Werkmeister; * 10. August 1901 in Asendorf, Deutschland; † 24. November 1993 in Tallahassee, USA) war ein in Deutschland gebürtiger US-amerikanischer Historiker und Philosoph, der in Los Angeles wirkte.
In seinen Schriften befasste sich Werkmeister u. a. mit Plato, Immanuel Kant und Martin Heidegger.
Nach ihm und seiner Frau Lucyle T. Werkmeister ist die William H. and Lucyle T. Werkmeister Eminent Scholar Chair an der Florida State University benannt.
Postum wurden Werkmeisters Manuskripte in den Werkmeister Studies (WS) veröffentlicht.